# Деоница (Јагодина)
Деоница је насељено место града Јагодине у Поморавском округу. Према попису из 2011. било је 613 становника, док је на попису 2022. Деоница имала 524 становника.
У време Првог српског устанка Деоница је припадала Јагодинској нахији. Најпознатија личност из Деонице из времена Другог српског устанка је писар Илија Павловић. Он се борио у устанцима и као писар био послат са кнезом Милојем Тодоровићем у депутацију у Цариград која је однела српске притужбе на београдског везира Сулејмана-паше Скопљака августа 1815. године.

## Демографија
У насељу Деоница живи 452 пунолетна становника, а просечна старост становништва износи 44,8 година (42,6 код мушкараца и 46,9 код жена). У насељу има 162 домаћинства, а просечан број чланова по домаћинству је 3,40.
Ово насеље је великим делом насељено Србима (према попису из 2002. године), а у последња три пописа, примећен је пад у броју становника.
|  |

| Демографија | Демографија | Демографија |
| Година      | Становника  | Становника  |
| ----------- | ----------- | ----------- |
| 1948.       | 887         |             |
| 1953.       | 903         |             |
| 1961.       | 825         |             |
| 1971.       | 732         |             |
| 1981.       | 668         |             |
| 1991.       | 625         | 607         |
| 2002.       | 550         | 562         |
| 2011.       | 613         |             |
| 2022.       | 524         |             |

| Етнички састав према попису из 2002.‍ | Етнички састав према попису из 2002.‍ | Етнички састав према попису из 2002.‍ | Етнички састав према попису из 2002.‍ | Етнички састав према попису из 2002.‍ |
| ------------------------------------ | ------------------------------------ | ------------------------------------ | ------------------------------------ | ------------------------------------ |
|                                      |                                      |                                      |                                      |                                      |
| Срби                                 | Срби                                 |                                      | 546                                  | 99,27%                               |
| непознато                            | непознато                            |                                      | 4                                    | 0,72%                                |

| Година пописа     | 1948. | 1953. | 1961. | 1971. | 1981. | 1991. | 2002. |
| ----------------- | ----- | ----- | ----- | ----- | ----- | ----- | ----- |
| Број домаћинстава | 167   | 189   | 191   | 191   | 183   | 178   | 162   |

| Број чланова      | 1  | 2  | 3  | 4  | 5  | 6  | 7 | 8 | 9 | 10 и више | Просек |
| ----------------- | -- | -- | -- | -- | -- | -- | - | - | - | --------- | ------ |
| Број домаћинстава | 28 | 45 | 20 | 24 | 18 | 17 | 4 | 2 | 1 | 3         | 3,40   |

| Пол    | Укупно | Неожењен/Неудата | Ожењен/Удата | Удовац/Удовица | Разведен/Разведена | Непознато |
| ------ | ------ | ---------------- | ------------ | -------------- | ------------------ | --------- |
| Мушки  | 231    | 57               | 147          | 17             | 8                  | 2         |
| Женски | 243    | 29               | 148          | 60             | 4                  | 2         |
| УКУПНО | 474    | 86               | 295          | 77             | 12                 | 4         |

| Пол    | Укупно                    | Пољопривреда, лов и шумарство | Рибарство                            | Вађење руде и камена | Прерађивачка индустрија       |
| ------ | ------------------------- | ----------------------------- | ------------------------------------ | -------------------- | ----------------------------- |
| Мушки  | 130                       | 38                            | 1                                    | 0                    | 56                            |
| Женски | 47                        | 25                            | 0                                    | 0                    | 6                             |
| УКУПНО | 177                       | 63                            | 1                                    | 0                    | 62                            |
| Пол    | Производња и снабдевање   | Грађевинарство                | Трговина                             | Хотели и ресторани   | Саобраћај, складиштење и везе |
| Мушки  | 1                         | 3                             | 7                                    | 1                    | 9                             |
| Женски | 0                         | 1                             | 4                                    | 0                    | 0                             |
| УКУПНО | 1                         | 4                             | 11                                   | 1                    | 9                             |
| Пол    | Финансијско посредовање   | Некретнине                    | Државна управа и одбрана             | Образовање           | Здравствени и социјални рад   |
| Мушки  | 0                         | 1                             | 1                                    | 2                    | 3                             |
| Женски | 1                         | 1                             | 1                                    | 3                    | 5                             |
| УКУПНО | 1                         | 2                             | 2                                    | 5                    | 8                             |
| Пол    | Остале услужне активности | Приватна домаћинства          | Екстериторијалне организације и тела | Непознато            | Непознато                     |
| Мушки  | 2                         | 0                             | 0                                    | 5                    | 5                             |
| Женски | 0                         | 0                             | 0                                    | 0                    | 0                             |
| УКУПНО | 2                         | 0                             | 0                                    | 5                    | 5                             |